# Alegría (canción)
«Alegría» es una canción de estilo pop de Cirque du Soleil (de su espectáculo homónimo), publicada en 1994.
La canción es una adaptación en varios idiomas (inglés, italiano y español) de otra canción de Cirque du Soleil titulada Un pazzo gridar, escrita por René Dupéré y Franco Dragone, y que fue escrita solamente en italiano. No se sabe quién escribió las letras en inglés para la parte de la canción. Un pazzo gridar es también una canción del espectáculo Alegría.
En 1999, Cirque du Soleil grabó una nueva versión de la canción para su película Alegría, the Film. Esta nueva versión también se incluyó en la banda sonora de la película. En 2006, se registró una nueva adaptación en varios idiomas (inglés, portugués y español) titulado La nova alegría para su espectáculo Delirium. Esta nueva adaptación fue escrita por René Dupéré, Robert Dillon, Franco Dragone, Paolo Ramos y Manuel Tadros.